# 多哥历史
在15世纪后期葡萄牙探险家抵达多哥以前，多哥的历史了解很少。尽管有迹象显示埃維移民曾经在几个世纪前抵达。

## 殖民前
众多部落从四面八方迁入多哥这块土地，有来自贝宁的埃维、来自加纳的米娜（Mina）和勒吉恩（Guin）。这三组部落在海岸居住。在欧洲殖民之前，多哥这块土地上生活着众多部落。
葡萄牙人在邻近加纳和贝宁地区建立了港口。尽管多哥沿海没有自然的海湾，葡萄牙人在Porto Seguro的一个小的港口从事贸易。在接下来的200年间，沿海岸地区成为欧洲寻找奴隶的主要贸易中心。此地被称为“奴隶海岸”。

## 殖民统治

### 德属多哥兰
1884年，在被称为“瓜分非洲”的时期里，德意志帝国建立了多哥蘭（现今多哥和加纳的沃尔塔地区）。这个殖民地建立在当时的奴隶海岸，德国的控制逐渐扩展到内陆。因为它成为了德国唯一的自给自足的殖民地，而且由于其庞大的铁路和公路基础设施，多哥兰被称为德国的典范所有物。在1914年第一次世界大战爆发时，殖民地被卷入了这场冲突。在多哥兰战役中，它被英法联军侵略并迅速占领，并被置于军事统治之下。1916年，这片领土被划分为独立的英法行政区域。1922年形成英属多哥兰和法屬多哥蘭。

### 国际联盟托管
1914年8月8日，英法侵入多哥兰。德国驻军于8月26日投降。1916年，多哥兰分属於法国和英国。第一次世界大战结束后，新建立的捷克斯洛伐克对这块殖民地比较有兴趣，但是这个想法没有实现。洛美最初被分配给英国，但在协商过后，于1920年10月1日转让于法国。
在1946年的立法会选举中，主要有两个党派，多哥联合委员会（CUT）和多哥政党进步党（PTP）。多哥联合委员会取得了压倒性的成功。而党魁Sylvanus Olympio成为了议会领袖。然而，在1951年的立法会选举中，多哥联合委员会被击败。在1952年的地方议会选举中，多哥联合委员会拒绝参与法国的进一步监督选举，这是由于其声称，多哥政党进步党是得到了法国的支持。至1955年，法属多哥兰成为法国境内的自治共和国，尽管它保留了联合国托管地位。在1955年6月12日的地方议会选举之后，由于多哥联合委员会的抵制，多哥兰在内部事务上获得了相当大的权力，并且拥有一个由总理领导的行政机构，并对议会负责。这些变化体现在1956年公民投票通过的宪法中。1956年9月10日，尼古拉·格鲁尼茨基成为多哥共和国的总理。然而，由于公民投票的不规范，1958年4月27日举行了一场由联合国监督的议会选举，这是第一次在多哥举行的全民投票，反对派支持独立的多哥联合委员会获胜,其领导人斯尔法纳斯·奥林匹欧成为了总理。1958年10月13日，法国政府宣布给予多哥完全独立。1958年11月14日，联合国大会知晓了法国政府的声明，根据法国政府的规定，在1960年，多哥将获得独立，从而标志着托管时期的结束。1959年12月5日，联合国大会决定，当多哥于1960年4月27日独立之时，联合国与法国对喀麦隆的托管协议将结束。
1960年4月27日，在平稳的过渡中，多哥与法国的宪法关系进行分离，多哥摆脱了联合国的托管地位，并在奥林匹欧担任总统的临时宪法下获得完全独立。

## 独立和风暴
1961年宪法制定了一套执行总统制度，任期为7年。总统具有很大权力。

## 埃亚德马统治

### 多哥第三共和国
1979年底，纳辛贝·埃亚德马宣布成立第三共和国，向更大的文官和军人混合内阁的统治过渡。在1979年年底和1980年初举行的总统选举中，他无可争议的获得99.97％的选票。1986年12月再次当选总统，为第三次的7年任期。1986年9月23日，来自加纳的一组大约70个武装多哥持不同政见者越过边界进入洛美，发动了推翻埃亚德马政府的政变，但以失败告終。

### 反对力量
在1989年和1990年，像其他一些国家一样，多哥受到席卷东欧和苏联的民主变革国家的影響。1991年4月，政府开始与新成立的反对派团体进行谈判，并同意一项大赦令，允许流亡的政治对手返回多哥。在总罢工和进一步示威下，政府与反对派签署了一项协议，并于1991年6月12日举行“全国论坛”。

### 法律薄弱和政治暴力
1993年1月，埃亚德马总统宣布结束过渡，重新任命柯菲哥（Koffigoh）为总理。

## 埃亚德马之死和纳辛贝继任
埃亚德马逝世于2005年2月5日。他的儿子福雷·纳辛贝继任。2006年9月20日，组成以总理阿博伊博为首的政府。
2007年10月14日，多哥举行了议会选举，执政党多哥人民行动赢得了大部分议席。
2022年6月24日，多哥加入英联邦。